# Qian Hong
Qian Hong (Baoding, 30 januari 1971) is een Chinees zwemster.

## Biografie
Qian maakte haar debuut op een internationaal toernooi met de gouden medaille op de 100m vlinderslag tijdens de Aziatische Spelen 1986.
Tijdens de Olympische Zomerspelen 1988 won Qian de bronzen medaille op de 100m vlinderslag.
In 1991 werd Qian wereldkampioene op de 100m vlinderslag.
Qian behaalde haar grootste succes met het winnen van olympische goud in 1992 met een olympisch record op de 100m vlinderslag.

## Internationale toernooien
| Jaar | OS                                                             | WK                                                             | Pan Pacs                              | AS                                                      |
| ---- | -------------------------------------------------------------- | -------------------------------------------------------------- | ------------------------------------- | ------------------------------------------------------- |
| 1986 |                                                                |                                                                |                                       | 100m vlinderslag                                        |
| 1987 |                                                                |                                                                | 100m vlinderslag · 6e 200m wisselslag |                                                         |
| 1988 | 40e 200m vrije slag · 100m vlinderslag · 17e 4x100m wisselslag |                                                                |                                       |                                                         |
| 1989 |                                                                |                                                                | 100m vlinderslag                      |                                                         |
| 1990 |                                                                |                                                                |                                       | 100m vlinderslag · 200m vlinderslag · 4x100m vrije slag |
| 1991 |                                                                | 100m vlinderslag · 20e 200mvlinderslag · 11e 4x100m vrije slag |                                       |                                                         |
| 1992 | 100m vlinderslag · 29e 200m vlinderslag · 4e 4x100m wisselslag |                                                                |                                       |                                                         |

1956: Shelley Mann ·
1960: Carolyn Schuler ·
1964: Sharon Stouder ·
1968: Lyn McClements ·
1972: Mayumi Aoki ·
1976: Kornelia Ender ·
1980: Caren Metschuck ·
1984: Mary T. Meagher ·
1988: Kristin Otto ·
1992: Qian Hong ·
1996: Amy Van Dyken ·
2000: Inge de Bruijn ·
2004: Petria Thomas ·
2008: Libby Trickett ·
2012: Dana Vollmer ·
2016: Sarah Sjöström ·
2020: Margaret MacNeil · 
2024: Torri Huske